# Philippes de Montespedon
 (décembre 2017).
Si vous disposez d'ouvrages ou d'articles de référence ou si vous connaissez des sites web de qualité traitant du thème abordé ici, merci de compléter l'article en donnant les références utiles à sa vérifiabilité et en les liant à la section « Notes et références ».
Philippes de Montespedon, princesse de La Roche-sur-Yon, dame de Chemillé et dame de Beaupréau (morte en 1578), est la Première dame d’honneur de la reine de France Catherine de Médicis de 1561 à 1578.

## Biographie
Philippine de Montespedon est née en Anjou, elle a un frère René né en 1507. Elle est la petite fille de Jean de Montespedon dit Houaste et la fille unique de Joachim de Montespedon et de Jeanne de la Haye-Passavant. Elle se marie tout d'abord avec le maréchal de Montjean, sire de Combourg et de Cholet. Veuve, sa grande fortune lui permet d'épouser en 1544 un prince de sang, Charles de Bourbon-Montpensier (1515-1565), prince de La Roche-sur-Yon, avec qui elle a deux enfants, une fille Jeanne décédée à l'âge de 9 mois et un fils Henry, surnommé le marquis de Beaupréau qui décède tragiquement à Orléans en 1560 à l'âge de 14 ans avant de participer à un tournoi. Elle lègue ses biens à ses arrières-cousins Guy III et Guy (IV) de Scépeaux, avec qui elle cousinait par les La Haye-Passavant.
Elle est décrite comme une amie personnelle de la reine Catherine, et, en 1561, elle remplace la défunte Jacqueline de Longwy comme Première dame d'honneur. 
Sa position fait d'elle une importante figure publique, assistant aux cérémonies avec la reine, par exemple à la rencontre avec la reine d'Espagne Élisabeth de France, fille de Catherine, en 1565. René de Montespedon, âgé de 18 ans, meurt en 1525 au mois de février à la bataille de Pavie en Italie. La branche généalogique de Jean de Montespedon s'éteint en 1578 au XVIe siècle.
Son portrait a été réalisé par François Clouet en 1569. 
Les armoiries de ses parents : Montespedon Écartelé au 1, de sable au lion d'argent armé et lampassé de gueules. Châteaubriant, au 2, de gueules semées de lys d'or. Dinan ? au 3, de gueules à trois fusses d'hermines posées en pal et six Bescans de mêmes poses en chef et trois en pointe. La-Haye-Passavant au 4 d'or à deux fasces de gueules, à l'orle de neuf merlettes du même.
Montespedon: Et le nom de famille des seigneurs de Montespedon originaire de Saint Pardoux du Puy de dôme. Au 1: c'est une Partie des Armoiries de Jean de Montespedon.